# Saint-Méard-de-Drône
Saint-Méard-de-Drône – miejscowość i gmina we Francji, w regionie Nowa Akwitania, w departamencie Dordogne.
Według danych na rok 1990 gminę zamieszkiwało 451 osób, a gęstość zaludnienia wynosiła 50 osób/km² (wśród 2290 gmin Akwitanii Saint-Méard-de-Drône plasuje się na 750. miejscu pod względem liczby ludności, natomiast pod względem powierzchni na miejscu 1134.).